# A10 – nova arquitetura europeia
A A10 New European architecture foi uma revista de arquitetura publicada em Amsterdão, que contava com uma rede de correspondentes em toda a Europa. A revista esteve em atividade entre 2004 a 2016, destacando frequentemente a prática de ateliers jovens e ligações entre diferentes nações europeias.

## História e perfil
A A10 – New European Architecture foi fundada em 2004 por Hans Ibelings, crítico de arquitetura, e Arjan Groot, designer gráfico. A primeira edição apareceu em novembro de 2004. A revista foi publicada pela editora Boom Amsterdam BV bimestralmente. Estava sediada em Amsterdão. Uma das editoras-chefes foi Indira van't Klooster.